# Кашуэйринья (Токантинс)

Кашуэйринья на карте штата.

Кашуэйринья (порт. Cachoeirinha) — муниципалитет в Бразилии, входит в штат Токантинс. Составная часть мезорегиона Западный Токантинс. Входит в экономико-статистический микрорегион Бику-ду-Папагаю. Население составляет  2 148 человек на 2010 год. Занимает площадь 352,345 км². Плотность населения — 6,10 чел./км².

## Демография
Согласно сведениям, собранным в ходе переписи 2010 г. Национальным институтом географии и статистики (IBGE), население муниципалитета составляет:
| Полное население                               | Полное население                               | Полное население                               | Полное население                               | 2 148 |
| ---------------------------------------------- | ---------------------------------------------- | ---------------------------------------------- | ---------------------------------------------- | ----- |
| в том числе:                                   | Городское население                            | 1 731                                          | Процент городского населения, %                | 80,59 |
|                                                | Сельское население                             | 417                                            | Процент сельского населения, %                 | 19,41 |
|                                                | Мужское население                              | 1 137                                          | Процент мужского населения, %                  | 52,93 |
|                                                | Женское население                              | 1 011                                          | Процент женского населения, %                  | 47,07 |
| Плотность населения, чел/км²                   | Плотность населения, чел/км²                   | Плотность населения, чел/км²                   | Плотность населения, чел/км²                   | 6,10  |
| Население муниципалитета в % к населению штата | Население муниципалитета в % к населению штата | Население муниципалитета в % к населению штата | Население муниципалитета в % к населению штата | 0,16  |

По данным оценки 2016 года население муниципалитета составляет 2 256 жителей.

## Статистика
- Валовой внутренний продукт на 2003 составляет 3.763.665,00 реалов (данные: Бразильский институт географии и статистики).
- Валовой внутренний продукт на душу населения на 2003 составляет 1.677,96 реалов (данные: Бразильский институт географии и статистики).
- Индекс развития человеческого потенциала на 2000 составляет 0,639 (данные: Программа развития ООН).

## Важнейшие населенные пункты
| № | Населённый пункт | Населённый пункт (порт.) | Категория | Население чел. (2010) | На карте                       |
| - | ---------------- | ------------------------ | --------- | --------------------- | ------------------------------ |
| 1 | Кашуэйринья      | Cachoeirinha             | город     | 1731                  | 6°07′10″ ю. ш. 47°55′16″ з. д. |
| 2 | Санту-Антониу    | Santo Antonio            | поселок   | н/д                   | 6°06′43″ ю. ш. 47°56′41″ з. д. |